# Тринг
Тринг (на английски: Tring) е град в Югоизточна Англия, графство Хартфордшър. Намира се на 50 km северозападно от центъра на Лондон. Населението му е около 12 000 души.

## Личности
Родени
Греъм Пол (р. 1963), футболен съдия